# Rhododendron leucaspis
Rhododendron leucaspis är en ljungväxtart som beskrevs av Tagg. Rhododendron leucaspis ingår i släktet rododendron, och familjen ljungväxter. Inga underarter finns listade i Catalogue of Life.